# Bacon’s Castle
Bacon’s Castle, auch Allen’s Brick House oder Arthur Allen House, ist ein Herrenhaus im Surry County im US-Bundesstaat Virginia. Es ist als ältestes Ziegelhaus in Virginia dokumentiert. Das 1665 fertiggestellte Haus gilt als eines der besonders seltenen Beispiele für jakobinische Architektur in der Neuen Welt.
Das Haus wurde als Bacon’s Castle bekannt, weil es als Fort oder Burg von den Gefolgsleuten Nathaniel Bacons während Bacon’s Rebellion 1676 besetzt wurde. Entgegen den populären Gerüchten hat Bacon selbst weder in Bacon’s Castle gewohnt, noch ist bekannt, dass er es jemals besucht hätte.
Heute ist Bacon’s Castle ein historisches Haus und Museum, das öffentlich zugänglich ist. Es hat seit Oktober 1960 den Status eines National Historic Landmarks und ist seit Oktober 1966 als Bauwerk im National Register of Historic Places eingetragen.

## Geschichte
Bald nach Ausweisung des Surry County in der britischen Kolonie Virginia 1652 baute Arthur Allen 1665 ein Ziegelhaus in jakobinischem Stil am James River, wo er und seine Frau Alice (geb. Tucker) lebten. Allen war ein reicher Kaufmann und Friedensrichter. Er starb 1669, aber sein Sohn, Major Arthur Allen II, erbte Haus und Anwesen. Major Allen war Angehöriger des virginianischen House of Burgesses (gesetzgebende Versammlung).
Etwa Mitte September 1676 besetzten Gefolgsleute des „Frontiersman“ (Siedler und Kämpfer gegen die Indianer) Nathaniel Bacon das Ziegelhaus und befestigten es. Die Garnison, die abwechselnd von William Rookings, Arthur Long, Joseph Rogers und John Clements befehligt wurde, hielt das Haus über drei Monate lang unter ihrer Kontrolle, während ihre Felle davonschwammen. Der Tod Bacons im Oktober ließ seine Truppen unter dem Befehl von Joseph Ingram zurück, der sich allerdings der Aufgabe nicht gewachsen erwies. Ingram zerstreute seine Armee in kleine Garnisonen. Da die demoralisierten Truppen mit dem wahllosen Plündern begannen, war der Zustand der Kolonie bald beklagenswert.
Der königliche Gouverneur Sir William Berkeley eroberte die isolierten Schlupflöcher einen nach dem anderen, einige mit Gewalt, andere mit Überredung. Am 29. Dezember eroberten loyale Truppen an Bord des Schiffes Young Prince ein nicht näher beschriebenes Fort, das viele Historiker als Bacon’s Castle identifizierten. Nach einer kurzen Belagerung im Januar 1677 nutzten die Loyalisten das „Fort“ als Operationsbasis für die letzten Gefechte der Rebellion, die noch vor Ende dieses Monats beendet war.
Bacon war der Eigner der Curles Neck Plantation, einer Tabakplantage im Henrico County, etwa 50 Kilometer flussaufwärts am Nordufer des James River. Viele Geschichtswissenschaftler glauben, dass Bacon’s Castle erst viele Jahre nach Ende von Bacon’s Rebellion wieder genutzt wurde. 1769 verwendete die Virginia Gazette, eine Zeitung in der Hauptstadt Williamsburg, diesen Namen bei der Veröffentlichung verschiedener Artikel über Bacon’s Rebellion.

## Erhaltung und heutiger Betrieb

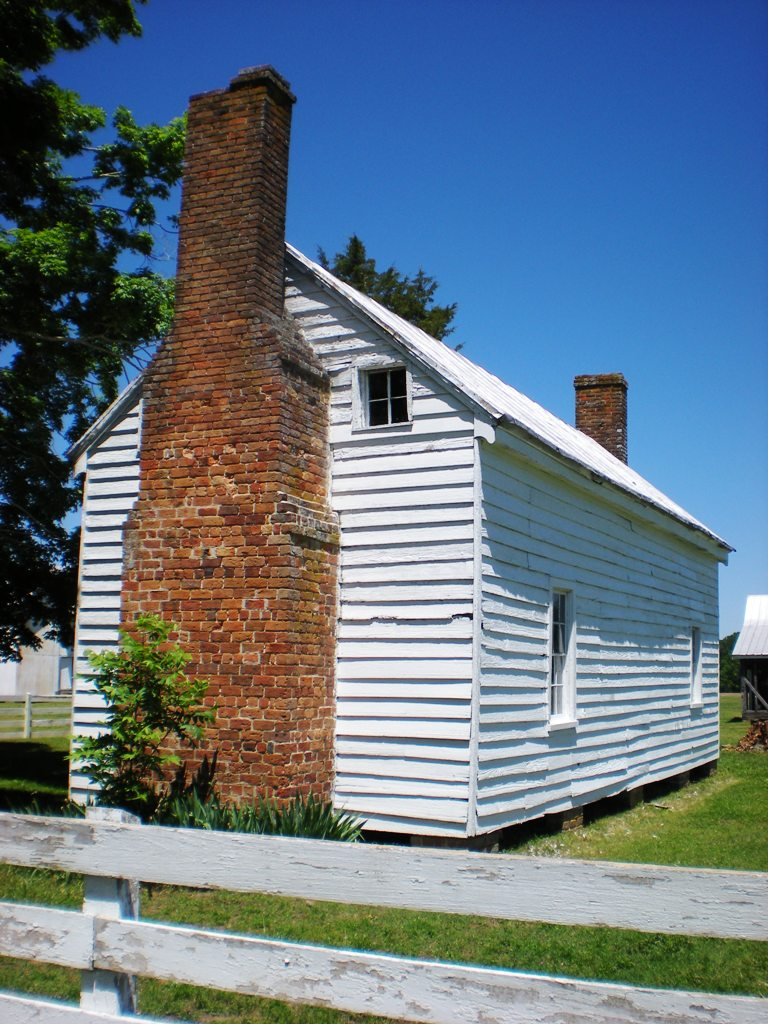
Ein Nebengebäude (Räucherhaus) auf dem Anwesen

In den 1970er-Jahren erwarb Preservation Virginia (früher: Association for the Preservation of Virginia Antiques) Bacon’s Castle und renovierte es. Die Renovierungsarbeiten werden trotz Besucherverkehr fortgeführt. Bacon’s Castle ist heute ein Museum und eine historische Sehenswürdigkeit. Das Grundstück hat 16 Hektar und beherbergt neben dem Herrenhaus selbst etliche Nebengebäude, wie z. B. Scheunen, Sklaven- und Pächterunterkünfte und Räucherhäuser. Auf dem Gelände befindet sich ein seltener, formaler englischer Garten aus dem 17. Jahrhundert. Besucher können Nebengebäude und Garten das ganze Jahr hindurch ohne Führung besichtigen. Von März bis November kann das Herrenhaus selbst besichtigt werden. Dort gibt es auch ein Souveniergeschäft. Geführte Gruppentouren sind nach Voranmeldung verfügbar.

## Architektur
Bacon’s Castle ist ein seltenes Beispiel jakobinischer Architektur in den USA und das einzige dort bis heute erhaltene Herrenhaus aus dem 17. Jahrhundert. Es ist eines von nur drei überlebenden Herrenhäusern dieses Baustils in der westlichen Hemisphäre. Die anderen beiden befinden sich in Barbados (Drax Hall Estate und St Nicholas Abbey). Bemerkenswerte architektonische Details sind z. B. die dreizügigen Kamine, die ausgeformten Volutengiebel und die gemeißelten Windrosen auf den Querträgern in vielen öffentlich zugänglichen Räumen. 
Mitte bis Ende des 19. Jahrhunderts wurden an Bacon’s Castle etliche Veränderungen angebracht. Ein ursprünglich einstöckiger Flügel für die Dienerschaft wurde durch einen höheren Greek-Revival-Flügel ersetzt. Etwa in dieser Zeit wurde auch der Eingang von der Mitte des Hauptgebäudes in den Zwischentrakt zwischen den ursprünglichen Haus und dem Anbau versetzt und die Kastenfenster mit den rautenförmigen Scheiben wurden gegen doppelt aufgehängte Schiebefenster getauscht. Die Verschiebung der Eingangstüre nach links ließ eine leere Stelle im Erker des ursprünglichen Hauses, die mit einem Fenster gefüllt wurde. All diese Veränderungen wurden bei der Restaurierung erhalten.

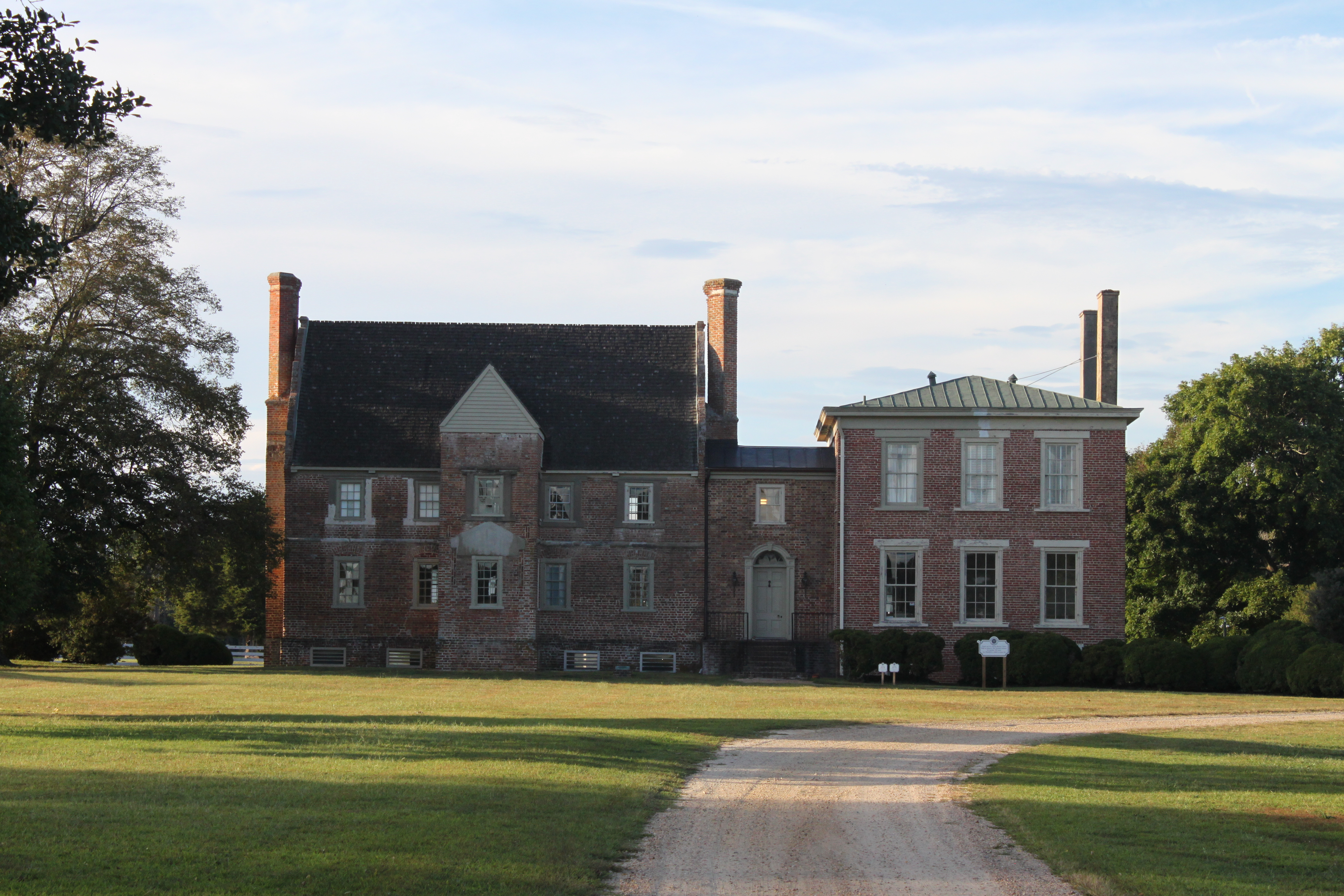
Bacon’s Castle, 2014

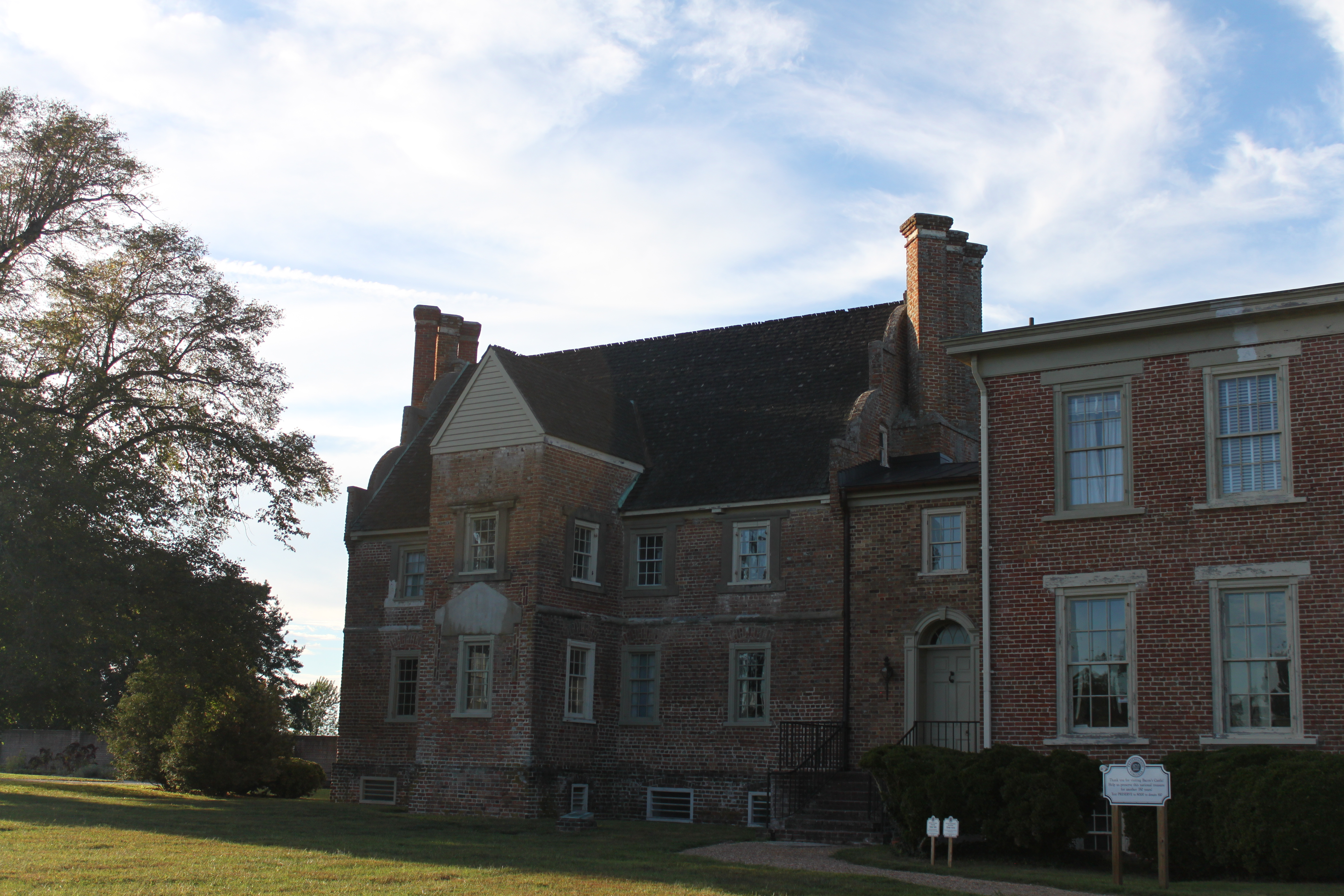
Bacon’s Castle, Blick auf die Kamine, 2014